# Tiliquini
Tiliquini – plemię jaszczurek z podrodziny Lygosominae w obrębie rodziny scynkowatych (Scincidae).

## Zasięg występowania
Plemię obejmuje gatunki występujące w Australii i Oceanii.

## Podział systematyczny
Do plemienia należą następujące rodzaje: 
- Bellatorias Wells & Wellington, 1984
- Corucia Gray, 1855 – jedynym przedstawicielem jest Corucia zebrata Gray, 1855 – scynk nadrzewny
- Cyclodomorphus Fitzinger, 1843
- Egernia Gray, 1838
- Liopholis Fitzinger, 1843
- Lissolepis Peters, 1872
- Tiliqua Gray, 1825
- Tribolonotus Duméril & Bibron, 1839